# Everbright Securities
Everbright Securities Company Limited (SSE: 601788) er en af Kinas største værdipapirhandlere. Virksomheden med hovedsæde i Shanghai kontrolleres af det statejede kinesiske finans-konglomerat China Everbright Group. Selskabet blev etableret i 1996 og blev i 2009 børsnoteret Shanghai Stock Exchange.